# Astronesthes richardsoni
Astronesthes richardsoni – gatunek morskiej ryby głębinowej z rodziny wężorowatych (Stomiidae). Osiąga do 15,9 cm długości. Występuje w Oceanie Atlantyckim na głębokościach 275–1000 m.